# سانور (بالي)
سانور بالي (بالإنجليزية: Sanur, Bali)‏ هي منطقة سكنية تقع في إندونيسيا في بالي.